# Hedysarum ovczinnikovii
Hedysarum ovczinnikovii är en ärtväxtart som beskrevs av Karimova. Hedysarum ovczinnikovii ingår i släktet buskväpplingar, och familjen ärtväxter. Inga underarter finns listade i Catalogue of Life.